# Дейвид Лодж
Дейвид Лодж, CBE (на английски: David Lodge) е английски писател и литературен критик.

## Биография и творчество
Роден е на 28 януари 1935 г. в Лондон в семейство на католици. Получава средното си образование в католическо училище. През 1960 г. защитава магистърска степен по английска литература в Университетски колеж Лондон. Магистърската му теза е 700 страници изследване на католическата художествена литература, с която смайва изпитната комисия. Този „чудовищен“ магистърски труд става повод от следващата година университетските власти да въведат ограничение на обема думи, допустими в такива случаи.
| „ | Оказа се, че има толкова много католически романи, за които не бях и подозирал, и не само аз, а и никой. Много от тях се съхраняваха в Британския музей, без страниците им дори да са разрязани, така че аз ходех там с джобно ножче и сам си пробивах път към тези страхотни книги. Сега не ми се вярва, че съм правил такива работи. | “ |

Непосредствено след получаването на магистърската си степен започва работа като университетски преподавател в Бирмингамския университет. Професор по английска литература от 1976 г. Години наред съчетава преподаване, научна работа в областта на литературната критика и писане на романи. Пенсионира се през 1987 г., за да се отдаде изцяло на литературна дейност.
Публикувал е няколко научни труда и единадесет романа, последния през 2001 г. Един от най-известните съвременни писатели на Великобритания, популярен не само в интелектуалните среди, но и сред широката читателска аудитория. Стилът му е смесица от реализъм и пародия на разнообразни литературни стилове. Дейвид Лодж е носител на една от най-престижните награди, давана за професионални постижения в различни области (но не за политика) – Ордена на Британската империя (Рицар).
Най-известното му произведение е трилогията „Малък свят“ – забавна, а на места и доста хаплива сатира на академичните среди. Действието в нея се развива в града Ръмидж (Rummidge), моделиран по образ и подобие на Бирмингам, както и във въображаемия щат Еуфория, който е разположен между Северна Калифорния и Южна Калифорния. Университетът на щата Еуфория се намира в града Плотинус.
Някои негови книги са преработени в телевизионни сериали.
Из интервю с Дейвид Лодж, взето от Реймънд Томпсън на 15 май 1989 г.:
| „ | Пиша, за да предам определено послание, но не излагам цялата си стока на сергията. Не искам книгите ми бъдат неразбираеми за хора, които са извън литературните кръгове. Не искам да отблъсна обикновения читател, който не е добре запознат с литературните източници. Затова например още в началото на „Малък свят“ посочвам аналогията между съвременните професори и средновековните рицари. Но по-нататък следва едно почти езотерично ниво на литературни алюзии, които не очаквам да бъдат разбрани от повече от няколко процента читатели. Въпреки че жизнено-важните за структурата елементи не са скрити, все пак ми е приятно да си мисля, че този роман не отдава пълния си смисъл още при първия прочит. Хубаво е да има камъни по пътя на читателя. Едни ще ги заобиколят, други ще се спънат и раздразнят, трети ще се вгледат внимателно и ще открият, че под тях са заровени съкровища. | “ |

## Произведения

### Самостоятелни романи
- Кинолюбители, The Picturegoers (1960)
- Джинджър, ти си луд, Ginger, You're Barmy (1962)
- Британският музей се срива, The British Museum Is Falling Down (1965)
- Вън от убежището, Out of the Shelter (1970)
- Докъде можем да стигнем?, How Far Can You Go? (1980) – награда „Уайтбред“ за най-добър роман
- Souls and Bodies (1981)
- Новини от рая, Paradise News (1991)
- Терапия, Therapy (1995)
- Surprised by Summer (1996)
- Мисли..., Thinks... (2001)
- Author, Author (2004)
- Deaf Sentence (2008)
- A Man of Parts (2011)

### Серия „Кампус“ (Campus Novels)
- Changing Places: A Tale of Two Campuses (1975)
  - Размяната. Разказ за два университета, Бургас: Селекта, 1996
- Small World: An Academic Romance (1984)
  - Малък свят. Академичен романс, Бургас: Селекта, 2003
- Nice Work (1988)

### Сборници
- The Best of Ring Lardner (1984) – с Ринг Ларднър
- The Man Who Wouldn't Get Up: And other stories (1998)
- Scenes of Academic Life: Selected from His Own Novels (2005)
- Modern Voices: Good Housekeeping (2013)

### Пиеси
- The Writing Game (1991)
- Secret Thoughts (2011)
- Home Truths: The Playscript (2012)

### Новели
- Домашни истини, Home Truths (1999)

### Документалистика
- About Catholic authors (1958)
- Graham Greene (1966)
- Language of Fiction: Essays in Criticism and Verbal Analysis of the English Novel (1966)
- Jane Austen: 'Emma': A Casebook (1968) – издадена и като Jane Austen's 'Emma': Selection of Critical Essays
- Evelyn Waugh (1971)
- The Novelist at the Crossroads: And Other Essays on Fiction and Criticism (1971)
- Twentieth Century Literary Criticism: A Reader (1972)
- The Modes of Modern Writing: Metaphor, Metonymy and the Typology of Modern Literature (1977)
- Working with Structuralism: Essays and Reviews on Nineteenth and Twentieth Century Literature (1981)
- Novels of Graham Greene (1982)
- Write on: Occasional Essays, 1965 – 85 (1986)
- Modern Criticism and Theory: A Reader (1988)
- After Bakhtin: Essays on Fiction and Criticism (1990)
- The Art of Fiction: Illustrated from Classic and Modern Texts (1992)
- The Practice of Writing (1996)
- Consciousness and the Novel: Connected Essays (2002)
- The Year of Henry James: The Story of a Novel (2006)
- Lives in Writing (2014)

## За него
- Ammann, Daniel. David Lodge and the Art-and-Reality Novel. Heidelberg: Universitätsverlag C. Winter, 1991. ISBN 978-3-8253-4404-7
- Bergonzi, Bernard. David Lodge (Writers and Their Work). Tavistock, Devon: Northcote House Publishers, 1995. ISBN 978-0-7463-0755-7
- Martin, Bruce K. David Lodge. New York: Twayne, 1999. ISBN 0-8057-1671-8